# Simon Imark
Simon Vincent Imark, född 12 januari 1998 i Botkyrka, är en svensk orienterare som tävlar för Tullinge SK.
Imark vann silver på långdistansen och brons på medeldistansen vid JVM 2017. Vid JVM 2018 vann han silver på medeldistans och i stafett.
Som senior vann han guld vid natt-SM 2022, silver vid natt-SM 2024 och brons vid natt-SM 2025.. Vid SM 2023 vann han silver på medeldistansen. .